# Chương trình Voyager

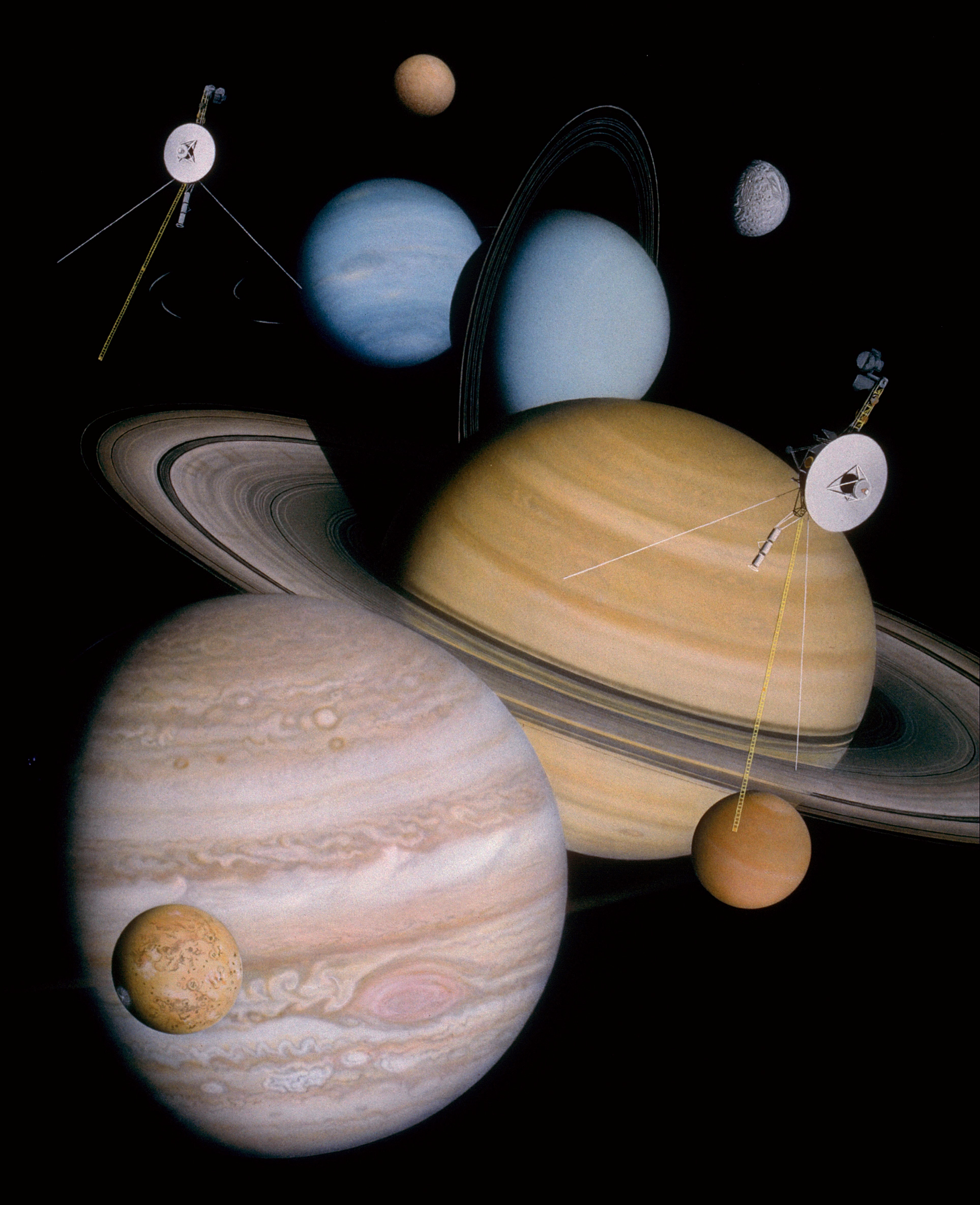
Một poster về các hành tinh và vệ tinh tự nhiên đã được Voyager 1 và 2 đến thăm.

Chương trình Voyager là một chương trình khoa học của Mỹ sử dụng hai tàu thăm dò không gian liên sao là Voyager 1 và Voyager 2. Chúng được phóng vào năm 1977, đúng lúc cả bốn hành tinh khổng lồ là Sao Mộc, Sao Thổ, Sao Thiên Vương và Sao Hải Vương thẳng hàng. Hai tàu Voyager 1 và 2 đã tận dụng sự thẳng hàng đó để bay gần chúng trong khi thu thập dữ liệu để truyền về Trái Đất. Sau khi phóng, quyết định được đưa ra là đưa Voyager 2 đến gần Sao Thiên Vương và Sao Hải Vương để thu thập dữ liệu về hai hành tinh đó.
Tính đến năm 2023, Voyager 1 và 2  vẫn đang hoạt động bên ngoài ranh giới của nhật quyển trong không gian liên sao. Chúng thu thập và truyền các dữ liệu hữu ích về Trái Đất.